# Chlotrudis Award
Die Chlotrudis Awards sind Filmpreise, die von der US-amerikanischen Chlotrudis Society for Independent Film seit dem Jahr 1995 vergeben werden. Bisher sind diese Auszeichnungen in folgenden Kategorien vergeben worden.
| Kategorie                   | Originalbezeichnung                    | verliehen seit |
| --------------------------- | -------------------------------------- | -------------- |
| Bester Film                 | Best Picture                           | 1995           |
| Bester Hauptdarsteller      | Best Actor                             | 1995           |
| Beste Hauptdarstellerin     | Best Actress                           | 1995           |
| Bester Nebendarsteller      | Best Supporting Actor                  | 1995           |
| Beste Nebendarstellerin     | Best Supporting Actress                | 1995           |
| Beste Regie                 | Best Director                          | 1997           |
| Bestes visuelles Design     | Best Visual Design Best Cinematography | 1998           |
| Bestes Originaldrehbuch     | Best Original Screenplay               | 1998           |
| Bestes adaptiertes Drehbuch | Best Adapted Screenplay                | 2001           |
| Bestes Schauspielensemble   | Best Ensemble Cast                     | 2001           |
| Bester Kurzfilm             | Short Film Chlotrudis Award            | 2001–2009      |
| Bester Dokumentarfilm       | Best Documentary                       | 2002           |
| Beste Entdeckung            | Best Buried Treasure                   | 2003           |
| Bestes Szenenbild           | Best Production Design                 | 2010           |
| Chloe Award                 | The Chloe Award                        | 1999–2002      |
| Gertrudis Award             | The Gertrudis Award                    | 1999–2003      |
| Taskforce Award             | The Taskforce Award                    | 1999–2002      |
| Bester Schnitt              | Best Editing                           | 2015           |
| Beste Filmmusik             | Best Use of Music in a Film            | 2015           |

## Weblink
- Offizielle Website